# Burlington Junction
Burlington Junction és una població dels Estats Units a l'estat de Missouri. Segons el cens del 2000 tenia 632 habitants.

## Demografia
Segons el cens del 2000, Burlington Junction tenia 632 habitants, 254 habitatges, i 170 famílies. La densitat de població era de 217,9 habitants per km².
Dels 254 habitatges en un 35,8% hi vivien nens de menys de 18 anys, en un 55,9% hi vivien parelles casades, en un 6,7% dones solteres, i en un 32,7% no eren unitats familiars. En el 29,1% dels habitatges hi vivien persones soles el 16,5% de les quals corresponia a persones de 65 anys o més que vivien soles. El nombre mitjà de persones vivint en cada habitatge era de 2,46 i el nombre mitjà de persones que vivien en cada família era de 3,06.
Per edats la població es repartia de la següent manera: un 27,7% tenia menys de 18 anys, un 10,8% entre 18 i 24, un 25,9% entre 25 i 44, un 18,8% de 45 a 60 i un 16,8% 65 anys o més.
L'edat mediana era de 34 anys. Per cada 100 dones de 18 o més anys hi havia 83,5 homes.
La renda mediana per habitatge era de 29.722 $ i la renda mediana per família de 34.808 $. Els homes tenien una renda mediana de 28.068 $ mentre que les dones 18.214 $. La renda per capita de la població era de 13.065 $. Entorn del 6,7% de les famílies i el 12% de la població estaven per davall del llindar de pobresa.

## Poblacions més properes
El següent diagrama mostra les poblacions més properes.